# Brüder der Reinheit

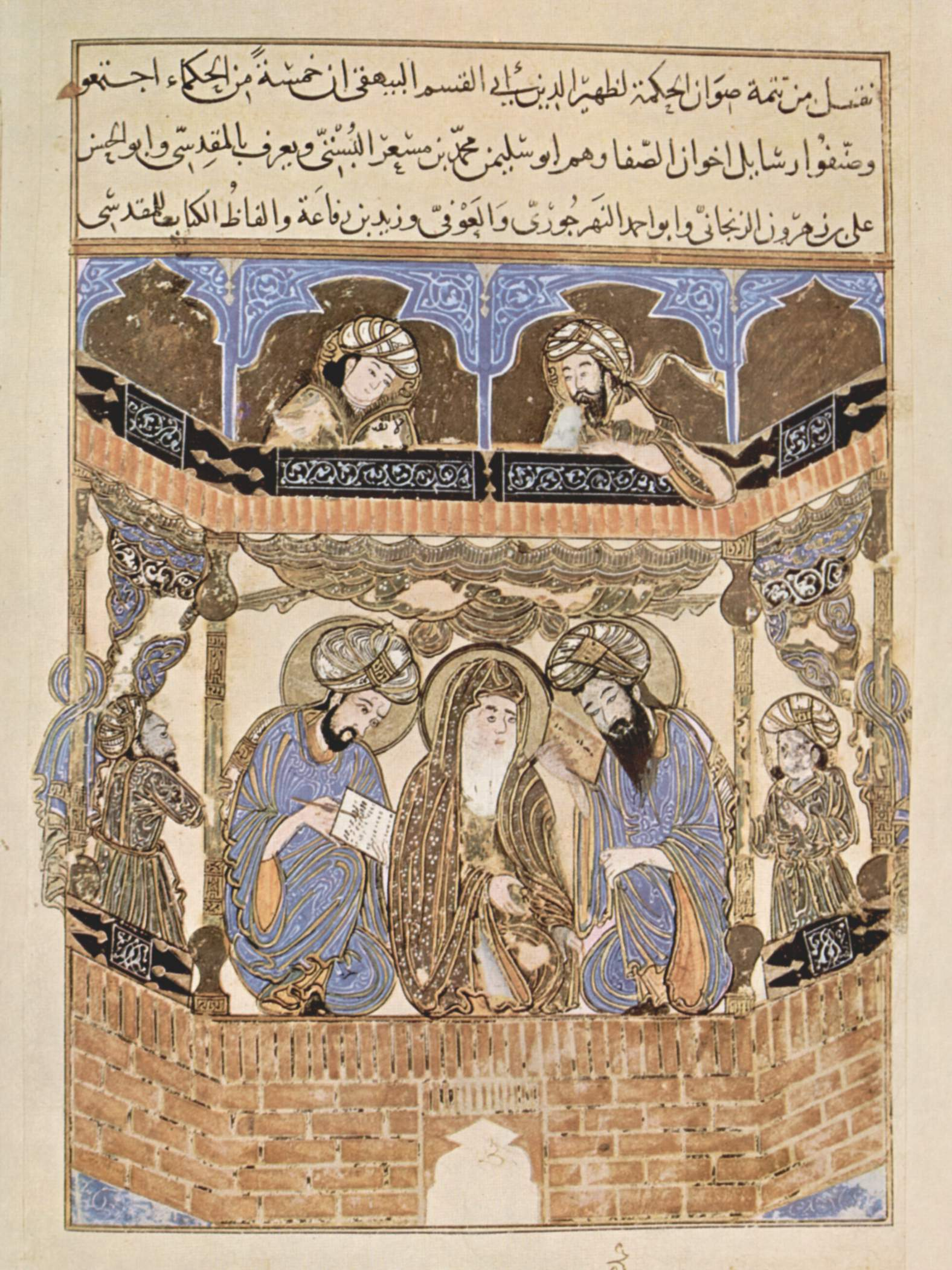
Arabische Buchillustration aus dem 13. Jahrhundert

Die Brüder der Reinheit oder Lauteren Brüder (arabisch اخوان الصفاء Ichwan as-Safa, DMG Iḫwān aṣ-ṣafā’) waren eine meist aus Iranern bestehende muslimische philosophische, religiöse und politische Gruppe, die zuerst in der 2. Hälfte des 10. Jahrhunderts (ca. 970) in Basra auftrat und einen Zweig in Bagdad hatte. Ihre Mitglieder „tauschten über das religiöse Wissen, die Geschichte der Völker, die Religionsgesetze und Religionen Meinungen aus“.
Diese Geheimgruppe von in den üblichen Wissenschaften und Fertigkeiten ihrer Zeit bewanderten Gelehrten hinterließ viele Werke, ihr wichtigstes ist das enzyklopädische Rasa'il ichwan as-safa (mit vollständiger Bezeichnung arabisch رسائل اخوان الصفاء وخلان الوفاء, DMG Rasā’il iḫwān aṣ-ṣafā’ wa-ḫullān al-wafā’ ‚Sendschreiben der Lauteren Brüder und Liebhaber der Gewissenhaftigkeit‘) in 52 Artikeln, das ein breites Spektrum verschiedener Themen – von Musik bis zu Magie, von den Natur- bis zu den Religionswissenschaften, von rationalen bis zu sozialen Themen – behandelt und „den Islam mit dem damaligen Stande der Philosophie und der exakten Wissenschaften zu vereinigen [suchte].“

## Mitglieder
Über die Mitglieder der Gruppe wurden verschiedene Betrachtungen angestellt. Zu ihr zugeordneten renommierten Persönlichkeiten zählen Zaid ibn al-Rifa'i und „die Trinität der Erzhäretiker im Islam“ (as-Subki) Abu l-'Ala al-Ma'arri, Ibn ar-Rāwandī (ca. 825–910) und Abu Hayyan at-Tawhidi (gest. 1023).
Al-Ghazali gilt als von der Gruppe beeinflusst, auch Raschid ad-Din Sinan ibn Sulayman (der sogenannte Alte vom Berge), das Oberhaupt der Assassinen in Syrien.
Omar Chajjam, der Schüler des Avicenna (Ibn Sina), kam in seinem Denken und seiner Beweisführung den Ichwan as-Safa nahe.

## Vier Ranggruppen (nach Alter)
Ihre Mitglieder wurden nach vier Ranggruppen unterschieden:
1. Die erste, als die „freundlichen rechtschaffenen Brüder“ (al-abrār wa-r-ruhamā) bezeichnete Gruppe, bestand aus begabten Anfängern zwischen 15 und 30 Jahren.
2. Die nächsthöhere Gruppe der Altersgruppe von 30 bis 40 waren die „wissenden und exzellenten Brüder“ (al-achyār wa-l-fudalā'), die hohe Eigenschaften wie Großmut, Freundlichkeit und Zuverlässigkeit besitzen mussten.
3. Die dritte Gruppe, die „noblen und exzellenten Brüder“ (al-fudalā' al-kirām), bestand aus Mitgliedern im Alter von 40 bis 50. Diese mussten sich gut in den Gesetzen auskennen und die Wahrheit verteidigen.
4. Personen über 50 gehörten zu vierten Gruppe – der Stufe der Weisen und Vervollkommneten (al-martabat al-malakiyya).

## Hauptwerk (Rasa’il Ichwan as-Safa’)
Das Werk Rasa’il Ichwan as-Safa bzw. Rasa’il ichwan as-safa’ wa-chullan al-wafa ist ihr wichtigstes gewesen. Es enthält 52 Artikel (rasa'il), die sich jeweils auf eine bestimmte Wissenschaft, von den Natur- bis zu den Religionswissenschaften beziehen, oder rationale und soziale Themen behandeln.
Das Werk wurde als „Begründung des Humanismus im klassischen Universalismus“ verstanden.

## Forschungsgeschichte
Der deutsche Gelehrte Friedrich Dieterici (1821–1903) hat sich über 30 Jahre intensiv mit diesem Hauptwerk der Gruppe beschäftigt. Seine Schriften wurden in viele Sprachen übersetzt.
Unter dem Titel The Epistles of the Brethren of Purity wird das Werk zur Zeit von der Oxford University Press in Verbindung mit dem Institute of Ismaili Studies, London, von mehreren Autoren in einer zweisprachigen Reihe mit einer arabischen kritischen Edition und angemerkten englischen Übersetzung neu herausgegeben.

## Werke

### Ausgaben
- Ikwan al-Safa’. Rasa’il Ikhwan al-Safa’ wa Khullan al Wafa’. Beirut: Dar Sadir, 1957.

### Übersetzungen
- As-Safa (Safa), I(k)hwan: Mensch und Tier vor dem König der Dschinnen. Aus den Schriften der Lauteren Brüder von Basra. hrsg. u. übers. v. Alma Giese, ca. 200 S. Hamburg: Felix Meiner, 1990. Gerichtsverhandlung um das Problem, ob sich die Menschen als Machthaber über die Tiere aufführen dürfen.
- As-Safa, Ichwan: Mensch und Tier vor dem König der Dschinnen Aus den Schriften der Lauteren Brüder von Basra. Ed. Erdmann 2005, ISBN 978-3-86503-033-7
- Epistles of the Brethren of Purity. On Logic. An Arabic Critical Edition and English Translation of Epistles 10–14. Edited and translated by Carmela Baffioni. Oxford University Press, Oxford 2010. Rezension von Peter Adamson in: Journal of Islamic Studies 2011, online.
- The Rasail Ikhwan as-Safa